# Villa le Sorti
Villa le Sorti è stata costruita intorno al XV secolo nella frazione di Marliano, nel comune di Lastra a Signa.

## Storia e descrizione
Completata alla fine del XV secolo, in contemporanea con le Mura di Malmantile, nel corso del tempo è stata prima un convento e successivamente una villa aristocratica con cappella privata annessa, residuo del vecchio convento. Circondata da 57 ettari di terreni tra cui un bosco ed oliveti, è situata sulle colline del Chianti fiorentino sulla via principale che da Firenze portava a Pisa, rappresentante pertanto un'ottima posizione strategica. Per tale motivo lungo la strada avvenivano molti scambi di merci ed era un luogo in cui i briganti della zona spesso saccheggiavano i carri provenienti e diretti a Firenze. Da questi eventi perpetrati a più riprese deriva il nome "le Sorti": i mercanti che passavano di lì si affidavano infatti alla sorte speranzosi di arrivare illesi e con tutte le merci a destinazione.